# Shona Rubens
Shona Rubens (Sydney, 31 ottobre 1986) è un'ex sciatrice alpina canadese, polivalente.

## Biografia
Nata in Australia ma residente a Canmore, la Rubens in Nor-Am Cup esordì il 4 dicembre 2001 a Lake Louise in discesa libera (44ª) e ottenne il primo podio il 12 dicembre 2004 nelle medesime località e specialità (2ª). Debuttò in Coppa del Mondo il 22 ottobre 2005 a Sölden in slalom gigante (35ª) e ai Giochi olimpici invernali a Torino 2006, dove si classificò 26ª nella discesa libera e non completò la combinata.
Nel 2007 conquistò la prima vittoria in Nor-Am Cup, il 4 gennaio a Mont-Sainte-Anne in slalom gigante, e prese parte ai Mondiali di Åre, sua unica presenza iridata, piazzandosi 18ª nella discesa libera e 25ª nello slalom gigante e non terminando lo slalom speciale e la supercombinata. Conquistò l'ultima vittoria in Nor-Am Cup, nonché ultimo podio, il 10 febbraio 2009 a Mammoth Mountain in supergigante.
Ottenne il miglior piazzamento in Coppa del Mondo il 29 gennaio 2010 a Sankt Moritz in supercombinata (10ª) e ai successivi XXI Giochi olimpici invernali di Vancouver 2010, sua ultima presenza olimpica, si classificò 12ª nella discesa libera, 28ª nello slalom gigante, 12ª nella supercombinata e non concluse il supergigante. Si ritirò al termine di quella stessa stagione 2009-2010, a 23 anni; la sua ultima gara in Coppa del Mondo fu il supergigante di Crans-Montana del 7 marzo (38ª) e la sua ultima gara in carriera fu uno slalom gigante FIS disputato il 1º aprile a Nakiska, vinto dalla Rubens.

## Palmarès

### Coppa del Mondo
- Miglior piazzamento in classifica generale: 80ª nel 2010

### Nor-Am Cup
- Miglior piazzamento in classifica generale: 3ª nel 2009
- 17 podi:
  - 4 vittorie
  - 9 secondi posti
  - 4 terzi posti

#### Nor-Am Cup - vittorie
| Data             | Località           | Paese       | Specialità |
| ---------------- | ------------------ | ----------- | ---------- |
| 4 gennaio 2007   | Mont-Sainte-Anne   | Canada      | GS         |
| 13 marzo 2008    | Whiteface Mountain | Stati Uniti | GS         |
| 2 febbraio 2009  | Nakiska            | Canada      | SL         |
| 10 febbraio 2009 | Mammoth Mountain   | Stati Uniti | SG         |

Legenda:

SG = supergigante

GS = slalom gigante

SL = slalom speciale

### Australia New Zealand Cup
- Miglior piazzamento in classifica generale: 17ª nel 2010
- 1 podio:
  - 1 terzo posto

### Campionati canadesi
- 14 medaglie[1]:
  - 6 ori (discesa libera, supergigante, slalom speciale nel 2007; slalom speciale nel 2008; discesa libera, slalom speciale nel 2009)
  - 5 argenti (discesa libera nel 2006; slalom gigante nel 2007; slalom gigante nel 2009; supergigante, supercombinata nel 2010)
  - 3 bronzi (slalom gigante nel 2006; discesa libera, slalom gigante nel 2010)